# Aster komonoensis
Aster komonoensis là một loài thực vật có hoa trong họ Cúc. Loài này được Makino mô tả khoa học đầu tiên năm 1898.